# Valdinievole
La Valdinievole  ( o, in altra grafia, Val di Nievole: in ogni caso, la pronuncia è [valdiˈnjɛːvole] ) è una regione storica della Provincia di Pistoia sud-occidentale, al confine con le province di Lucca e di Firenze.

## Etimologia
Il nome della valle fa riferimento alla Nievole (Nièvole [ˈnjɛːvole], risalente – secondo S. Pieri nel 1919 – al latino nebula "nebbia"  o più recentemente – secondo M.G. Arcamone nel 2008 – da amnis "corso d'acqua" nella forma diminutiva amnellae), torrente che scorre nella sua parte centro-orientale, fra i comuni di Marliana, Pieve a Nievole e Monsummano Terme

## Geografia

Sigillo della Podesteria di Buggiano (che alla fine del Settecento comprendeva quasi tutta la Valdinievole, eccetto Pescia e dintorni). È composto dallo stemma di Buggiano, attorniato da quelli di Montecatini, Uzzano, Monsummano, Montevettolini, Massa e Cozzile.

L'area fa parte del bacino idrografico del fiume Arno e si può considerare come una valle laterale del Valdarno inferiore. Al suo interno sono interamente compresi 11 comuni: Buggiano, Chiesina Uzzanese, Larciano, Lamporecchio, Massa e Cozzile, Monsummano Terme, Montecatini Terme, Pescia, Pieve a Nievole, Ponte Buggianese e Uzzano, con una popolazione di quasi 120 000 abitanti. Anche alcune zone dei comuni di Altopascio, Capannori, Villa Basilica, Cerreto Guidi, Fucecchio, Montecarlo, Marliana, San Marcello Piteglio, Serravalle Pistoiese e Vinci possono essere incluse nel comprensorio. Le località maggiori sono Montecatini Terme, Monsummano Terme e Pescia, quest'ultima capoluogo a livello storico, vista anche la presenza dell'unico ospedale e della sede episcopale.
La regione è attraversato dal torrente della Nievole che occupa la parte centro-orientale. Ma il corso d'acqua principale è la Pescia Maggiore o Pescia di Pescia che, con la Pescia Minore o di Collodi, si trova nella zona occidentale. Tutti i torrenti e i corsi d'acqua minori della valle scorrono verso la conca del Padule di Fucecchio, che con le colline delle Cerbaie costituisce il margine meridionale dell'area, al confine con la provincia di Firenze. La zona settentrionale e orientale della Valdinievole è collinare o montuosa: ci sono infatti i rilievi pre-appenninici (che diventano poi la montagna pistoiese, a sud delle Alpi Apuane, a sua volta parte dell'appennino tosco-emiliano) a nord e il Montalbano a est che la divide dalla Piana di Firenze-Prato-Pistoia. A ovest il territorio della Valdinievole è lambito da lievi colline che lo separano dalla Piana di Lucca.
Alcuni comuni come Massa e Cozzile, Marliana, Montecatini Terme (in particolare Montecatini Alto, situato sul monte Catino), Monsummano (Monsummano Alto, sull'omonima altura che è in realtà un vulcano spento), Serravalle Pistoiese, Buggiano (Buggiano Castello) e la regione della Valleriana (i 10 castella a nord di Pescia) sono interamente o parzialmente situate nella regione montuosa della Valdinievole.

### Comuni
| N° | Stemma | Comune               | Superficie (km²) | Popolazione (ab. 06-2022) | Densità (ab/km²)   | Reddito pro capite (€ al 2014) | CAP   |
| -- | ------ | -------------------- | ---------------- | ------------------------- | ------------------ | ------------------------------ | ----- |
| 4  |        | Buggiano             | 16.04            | 8690                      | 541.77             | 17852                          | 51011 |
| 2  |        | Chiesina Uzzanese    | 7.2              | 4453                      | 618.47             | 15670                          | 51013 |
| 11 |        | Lamporecchio         | 22.25            | 7361                      | 330.83             | 16999                          | 51035 |
| 10 |        | Larciano             | 24.97            | 6291                      | 251.94             | 16890                          | 51036 |
| 5  |        | Massa e Cozzile      | 16.01            | 7652                      | 477.95             | 17475                          | 51010 |
| 9  |        | Monsummano Terme     | 32.62            | 20715                     | 635.04             | 16246                          | 51015 |
| 7  |        | Montecatini Terme    | 17.69            | 20758                     | 1173.43            | 18433                          | 51016 |
| 1  |        | Pescia               | 79.18            | 19217                     | 242.7              | 17920                          | 51017 |
| 8  |        | Pieve a Nievole      | 12.67            | 9124                      | 720.13             | 17325                          | 51018 |
| 6  |        | Ponte Buggianese     | 29.53            | 8707                      | 294.85             | 16361                          | 51019 |
| 3  |        | Uzzano               | 7.8              | 5561                      | 712.95             | 18326                          | 51010 |
|    |        | Totale Valdinievole  | 265.96           | 118 529                   | 545.46             |                                |       |
|    |        | Provincia di Pistoia | 964.12           | 288 822 (28-2-2023)       | 299.57 (28-2-2023) |                                |       |

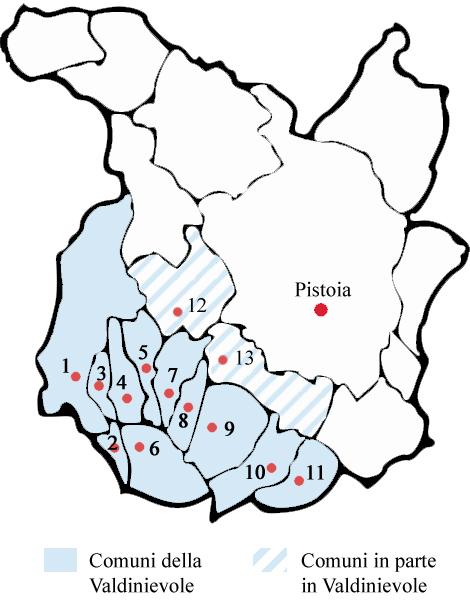
I comuni costituenti la Valdinievole sono indicati all'interno della provincia di Pistoia

Anche i comuni di Marliana (12) e Serravalle Pistoiese (13) sono geograficamente in Valdinievole per parte dei loro territori.
Storicamente, furono comuni della valle Bagni di Montecatini e Montecatini Val di Nievole, poi riuniti definitivamente in Montecatini Terme nel 1940, e Vellano, capoluogo della Valleriana, poi confluito nel comune di Pescia nel 1928. Comuni di formazione relativamente recente sono Ponte Buggianese, staccatosi da Buggiano nel 1883, Pieve a Nievole, che ebbe l'autonomia da Montecatini Val di Nievole nel 1905, e Chiesina Uzzanese, che divenne autonomo da Uzzano nel 1963.
Prima dell'istituzione della Provincia di Pistoia nel 1927, la maggior parte dell'area si trovava all'interno della Provincia di Lucca, tranne i comuni di Larciano e Lamporecchio che, come l'attuale capoluogo provinciale, erano in Provincia di Firenze.

## Economia
L'economia del comprensorio della Valdinievole è polivalente: ci sono attività agricole sia dirette, che impostate sul vivaismo (specialmente nel distretto dei fiori a Pescia); forte è la presenza di piccole e medie imprese artigianali, così come è importante il turismo, incentrato soprattutto a Montecatini Terme.

## Infrastrutture e trasporti
Fino al 31 ottobre 2021, il trasporto pubblico della Valdinievole era gestito da Copit. Dal novembre del 2021 la gestione del trasporto è passata ad Autolinee Toscane, che ad oggi opera in tutta la regione.
Dal 1907 al 1957 l'economia dell'area si avvalse anche di una linea tranviaria che, seguendo la medesima arteria stradale, collegava Lucca con Pescia e Monsummano Terme. La stessa, che fu chiusa all'esercizio nel 1938 per la tratta Pescia-Monsummano e nel 1957 da Lucca a Pescia, presentava proprio a Pescia un paio di diramazioni a servizio della stazione FS e della località "Alberghi Zei".
Attualmente la Valdinievole è servita dalla linea ferroviaria "Maria Antonia", mediante le stazioni di Montecatini Terme-Monsummano, Montecatini Centro, Borgo a Buggiano e Pescia. Inoltre vi sono due caselli dell'Autostrada A11 Firenze-Mare, posti a Montecatini Terme e Chiesina Uzzanese.